# Aneta (odrůda jablek)
Aneta  (Malus domestica 'Aneta') je ovocný strom, kultivar druhu jabloň domácí z čeledi růžovitých. Plody jsou řazeny mezi odrůdy zimních jablek, sklízí se v září, dozrává v říjnu, skladovatelná do ledna. Je považována za rezistentní vůči některým chorobám.

## Historie

### Původ
Odrůda Aneta byla vyšlechtěna v ÚEB AV ČR ve Střížovicích v ČR. Odrůda vznikla zkřížením odrůd 'Šampion' a hybridní odrůdy s označením ÚEB 1200/1.

## Vlastnosti

### Růst
Růst střední. Odrůda vytváří vzdušné koruny s množstvím krátkého plodonosného obrostu.

## Plodnost
Plodí záhy, mnoho a pravidelně.

## Plod
Plod je kulatě kuželovitý, velmi velký až velký. Slupka hladká, tenká, žluté zbarvení je překryté červenou barvou se slabým žíháním.  Dužnina je nažloutlá  navinulá se sladce navinulou chutí, velmi dobrá.

## Choroby a škůdci
Odrůda je rezistentní proti strupovitostí jabloní, zdrojem rezistence typu Vf. Je poměrně odolná k padlí.

## Použití
Je vhodná ke skladování a přímému konzumu. Odrůdu lze použít do všech do všech poloh.